# Кікую (народ)
Кікую (гікую, агікую, гігікую, гекойо) — народ групи банту у Східній Африці; найбільша за чисельністю етнічна група Кенії.

## Територія проживання і чисельність
Представники народу кікую населяють центральні райони Кенії.
Чисельність кікую разом зі спорідненими етносами (мбере, ембу та ін.) від 4,4 до 5,4 млн осіб або 20 % населення країни (дані 1987 року). За новішими даними (кінець 1990-х рр.) чисельність кікую становила близько 6,5 млн осіб (оцінка); за іншими даними (1994 рік) — 5,35 млн осіб.

## Мова
Мова кікую (гікую) відноситься до північно-східної групи мов банту і має незначне діалектне членування.
Щодо спорідненості з іншими мовами банту (мовами сусідніх народів) — 73 % лексичної спорідненості з мовою ембу, 70 % — з чука, 67 % — з камба, 63 % — з меру.
Сьогодні 95 % дітей кікую навчаються у школі; при цьому відсоток грамотності серед людей кікую — від 75 до 90 % (один з найвищих у Африці).

## Історія

### Початок етнічної історії і боротьба за незалежність
На сучасні місця проживання кікую мігрували чотири століття тому. Згідно з традицією засновником народу був вождь на ім'я Гікую. За легендами кікую прийшли зі сходу (північно-східніше річки Тана) приблизно в XVI столітті.
Протягом етнічної історії кікую плідно застосовували досвід і знання народів, з якими контактували — це стосується як матеріальної культури, так і духовної сфери. Саме тому кікую — найактивніший народ регіону. Вони обіймають найродючіші землі, рано почали торгувати з сусідніми регіонами (і сьогодні більшість кенійських бізнесменів походять з кікую). Кікую — сучасна нація, втягнута у процеси глобалізації, її представники відіграють помітну роль у політичному і економічному житті сучасної Кенії.
Кікую швидко сприйняли політичну західну систему й засвоїли засади західної культури. Зокрема, вже у 1920 році кікую засновують Асоціацію Кікую, яка розробила й передала начальнику британської адміністрації низку вимог і надалі боролася за їх впровадження в життя. У 50-х роках ХХ століття саме кікую були ініціаторами національно-визвольного Руху Мау Мау, що вилився у антиколоніальне повстання 1952— 56 рр. і посприяв проголошенню незалежності Кенії в 1963 році.

### Соціально-політичний розвиток кікую після проголошення незалежності Кенії
Представник кікую Джомо Кеніата (Джонстон Камау) став першим президентом Республіки Кенія. Надалі історія незалежної Кенії не знала занадто великих соціально-політичних потрясінь. У країні діяв авторитарний владний режим африканського штибу, який тільки зміцнився у 1978 році, коли до влади прийшов Даніель Арап Мої. Через утиски у 1991—92 роки країною прокотилися народні виступи за демократизацію життя, що мало наслідком незначні зміни у соціально-політичному житті, зокрема демократизацію, зокрема й виборчої системи. В результаті третіх в історії країни президентських виборів у 2002 році третій (діючий) президент Мваї Кібакі (Mwai Kibaki), також кікую за національністю, переміг Угуру Кеньяту (Uhuru Kenyatta), сина першого президента країни, попри підтримку колишнього очільника країни. За результатами чергових президентських виборів у Кенії, що відбулися 27 грудня 2007 року, де основними кандидатами були президент минулої каденції Мваї Кібакі — представник народу кікую та лідер опозиції, а фактично провідник інтересів шарі-нільских народів Заходу країни Раїла Одінґа, вихідець з народу луо, перемогу одержав чинний президент Мваї Кібакі. Опозиція (шарі-нільці) висловили сумніви у чесності і прозорості підрахунку голосів, оголосили про численні порушення і фальсифікації, що спровокувало значні зворушення і безлади в країні, а по суті міжетнічний конфлікт. Лише завдяки групі міжнародних дипломатів-посередників на чолі з колишнім генсеком ООН Кофі Аннаном вдалося врегулювати конфлікт. Результати останніх президентських виборів у Кенії, ймовірно, будуть переглянуті.

## Культура

### Господарство і матеріальна культура

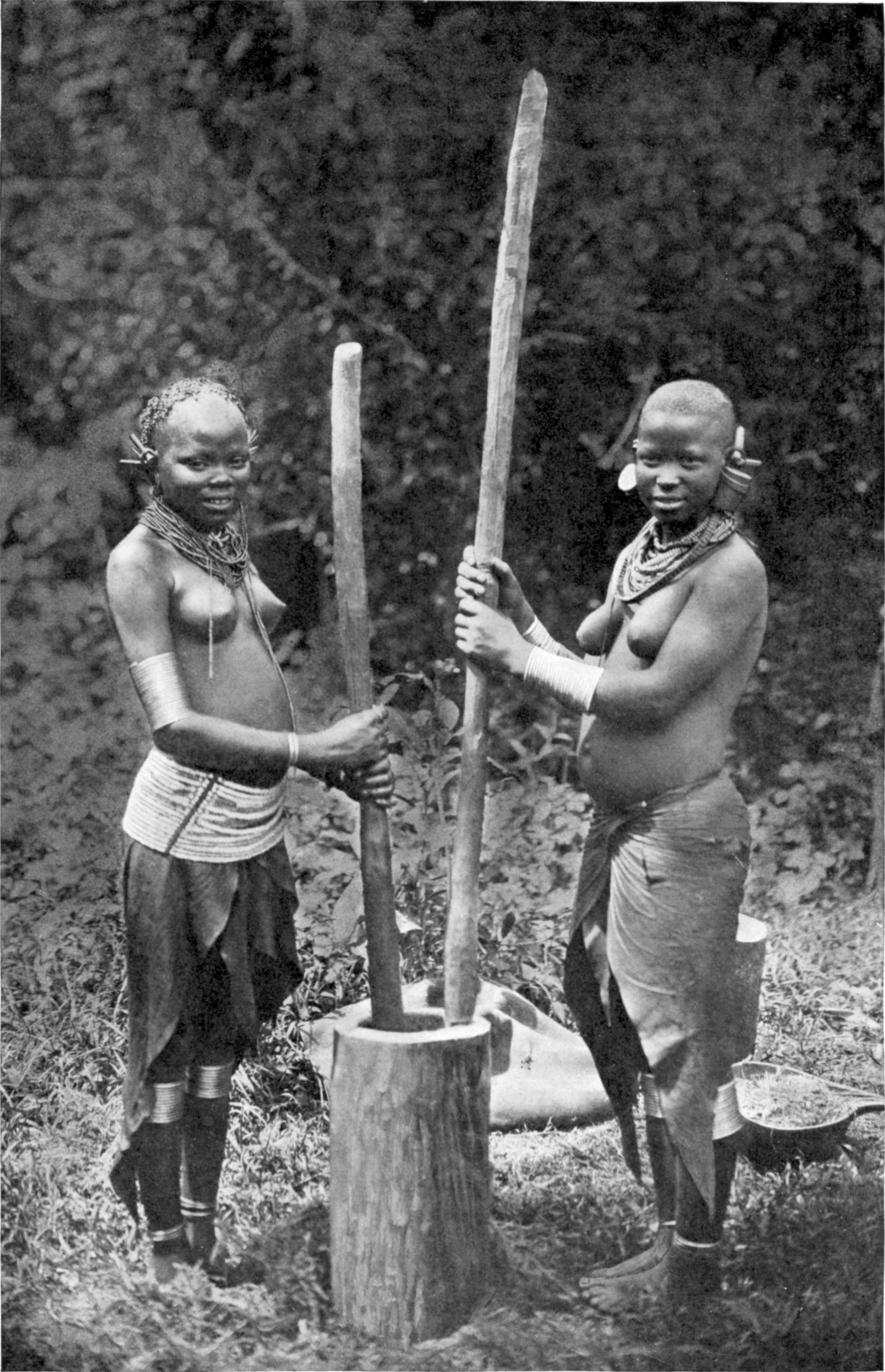
Дівчата кікую товчуть зерно за допомогою традиційних знарядь (1911)

Традиційні заняття кікую — ручне землеробство (кукурудза, сорго, просо, маніок, батат, боби, кассава, чай, фрукти, банани, цукрова тростина, кава — на експорт). У сільському господарстві широке застосування знайшли терасування пагорбів й іригація. Розведення дрібної рогатої худоби відіграє підсобну і ритуальну роль.
Традиційні ремесла — виплавка заліза, ковальство, чинбарство, гончарство, плетіння циновок тощо. Глиняний посуд кікую був як для найширшого домашнього вжитку, так і предметом мінової торгівлі з сусідніми народами. Ковалі кікую славились майстерним виготовленням зброї (мечі, списи, наконечники стріл тощо).
Традиційне житло кікую — хатина з жердин.
Традиційний одяг чоловіків кікую — пов'язка навколо стегон, зрідка шкіряні накидки. Зараз повсюдно — легкий бавовняний одяг. Практикувалося повсякденне і ритуальне фарбування тіла. Костюм воїна кікую включав численні прикраси. Як ознака ініціації («друге народження») було поширене проколювання вух).

### Традиційна соціальна організація
Основа традиційної соціальної влади — сільська громада на чолі з радою старійшин; особливість кікую — відсутність інституту вождівства й передача влади за соціально-віковим принципом.
Низовою ланкою суспільства кікую є сімейна одиниця (ньюмба). Декілька таких сімей формували родину (мусії). Традиційна родина — велика патріархальна. Кожна родина обіймала окреме домогосподарство. Родини об'єднувалися у «велику родину» (мбарі), які в свою чергу є складовими дев'яти основних родів народу кікую — Ачера, Аґачіку, Аїріму, Амбуї, Анґаре, Анджиру, Анґуї, Айтгага та Айтгеранду (Achera, Agachiku, Airimu, Ambui, Angare, Anjiru, Angui, Aithaga, and Aitherandu).
До незалежності (1963) хлопці і дівчата виховувалися окремо — дівчата допомагали матерям у домашньому господарстві, хлопці випасали худобу.

### Духовна культура і вірування

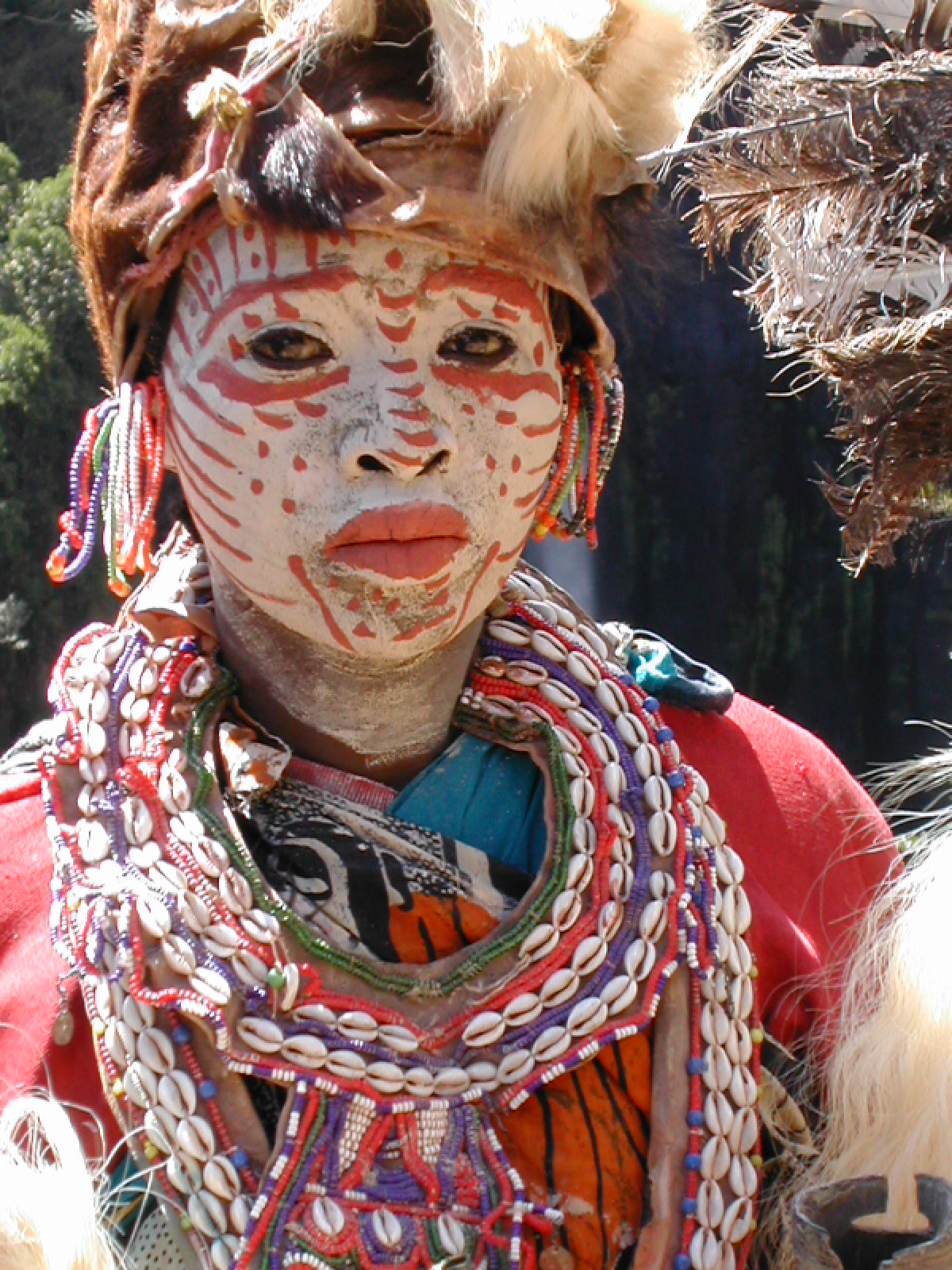
Жінка кікую в традиційоному костюмі

Більша частина кікую — прибічники традиційних культів; решта — католики та прибічники афро-християнських церков. Традиційні культи — духів, предків, тотемізм. Сильну роль відігравали вікові класи.
У кікую розвинута міфологія. Верховне божество — Нґаї («творець»). Місцем перебування богів вважалися гори; найвища гора — гора Кенія (назва кікую — Кіріньяґа) була священною. У суспільстві значну роль відігравали (а подеколи відіграють і тепер) знахарі.

## Внесок кікую у світову цивілізацію
Кікую внесли значний внесок у світову культуру. Крім політичних діячів, серед відомих представників народу кікую варто відмітити:
- Вангарі Маатаї (Wangari Maathai) — перша африканська жінка — нобелівський лауреат (Нобелівська премія миру за 2004 рік за «значні успіхи у збереженні довкілля»);

- Нгугі Ва Тхіонго — відомий кенійський письменник (також пише і на суахілі);

- Значних успіхів досягали спортсмени-кікую, особливо в бігу, неодноразово стававши олімпійськими чемпіонами і призерами Олімпійських ігор (1988), світових чемпіонатів тощо.

Кікую відіграють значну роль у соціально-політичному житті Кенії.

## Цікаві факти пов'язані з кікую
У традиційній нумерології кікую число десять вважається лихим. Достатньо сказати, що замість слова «десять» для позначення цього числа люди кікую вживають словосполучення «повні дев'ять». Походження цього цікавого факту не з'ясоване. Але рахувати десять (людей, дітей, худобу тощо) для кікую справжнє табу. Ця традиція навіть вплинула на історію кікую — за історичними переказами у прапращура Гікую та його жінки Мумбі, дарованої божественним Нґаї, було десять дочок, але тільки дев'ять з них стали засновницями дев'яти родів народу кікую, і зовсім рідко кікую згадують про десятий рід.

## Виноски
1. 1 2  Simons, Gary F. and Charles D. Fennig (eds.). 2018. Ethnologue: Languages of the World (вид. 21). Dallas, Texas: SIL International. Online version: Gikuyu. A language of Kenya, архів оригіналу: (англ.)
2. ↑  Kikuyu [Архівовано 24 жовтня 2018 у Wayback Machine.]. Приватний сайт Єнса Фінке про Кенію (англ.)